# Nertobriga soliera
Nertobriga soliera är en fjärilsart som beskrevs av Swinhoe 1895. Nertobriga soliera ingår i släktet Nertobriga och familjen trågspinnare. Inga underarter finns listade i Catalogue of Life.